# Saturn Award de la meilleure actrice dans un second rôle
Le Saturn Award de la meilleure actrice dans un second rôle (Saturn Award for Best Supporting Actress) est une récompense cinématographique décernée chaque année depuis 1976 par l'Académie des films de science-fiction, fantastique et horreur (Academy of Science Fiction Fantasy & Horror Films) pour récompenser le meilleur second rôle féminin dans un film de science-fiction, fantastique ou d'horreur.

## Palmarès
Note : L'année indiquée est celle de la cérémonie, récompensant les films sortis au cours de l'année précédente. Les lauréates sont indiquées en tête de chaque catégorie et en caractères gras. Les titres originaux sont précisés entre parenthèses, sauf s'ils correspondent au titre en français.
Exceptionnellement, il n'y a pas eu de cérémonie en 1989. La cérémonie de 1990 a récompensé les films sortis en 1988, celle de 1991 ceux sortis en 1989-90.

### Années 1970
- 1976 : Ida Lupino pour La Pluie du diable
- 1977 : Bette Davis pour Trauma
- 1978 : Susan Tyrrell pour Andy Warhol's Bad
  - Joan Bennett pour Suspiria
- 1979 : Dyan Cannon pour Le ciel peut attendre
  - Uta Hagen pour Ces garçons qui venaient du Brésil
  - Mabel King pour The Wiz
  - Valerie Perrine pour Superman
  - Brenda Vaccaropour Capricorn One

### Années 1980
- 1980 : Veronica Cartwright pour Alien, le huitième passager
  - Pamela Hensley pour Buck Rogers au XXVe siècle
  - Jacquelyn Hyde pour The Dark
  - Nichelle Nichols pour Star Trek, le film
  - Marcy Lafferty pour Le Jour de la fin des temps
- 1981 : Eve Brent pour Fondu au noir
  - Nancy Parsons pour Nuits de cauchemars
  - Eva Le Gallienne pour Résurrection
  - Stephanie Zimbalist pour La Malédiction de la vallée des rois
  - Linda Kerridge pour Fondu au noir
- 1982 : Frances Sternhagen pour Outland - Loin de la Terre
  - Maggie Smith pour Le Choc des Titans
  - Helen Mirren pour Excalibur
  - Viveca Lindfors pour La Main du cauchemar
  - Kyle Richards pour Les Yeux de la forêt
- 1983 : Zelda Rubinstein pour Poltergeist
  - Kirstie Alley pour Star Trek 2 : La Colère de Khan
  - Filomena Spagnuolo pour Les Frénétiques
  - Dee Wallace pour E.T. l'extra-terrestre
  - Irene Worth pour Piège mortel
- 1984 : Candy Clark pour Tonnerre de feu
  - Maud Adams pour Octopussy
  - Annette O'Toole pour Superman 3
  - Meg Tilly pour Psychose 2
  - Natalie Wood pour Brainstorm
- 1985 : Polly Holliday pour Gremlins
  - Kirstie Alley pour Runaway : L'Évadé du futur
  - Judith Anderson pour Star Trek 3 : À la recherche de Spock
  - Grace Jones pour Conan le Destructeur
  - Mary Woronov pour La Nuit de la comète
- 1986 : Anne Ramsey pour Les Goonies
  - Ruth Gordon pour Maxie
  - Grace Jones pour Dangereusement vôtre
  - Lea Thompson pour Retour vers le futur
  - Gwen Verdon pour Cocoon
- 1987 : Jenette Goldstein pour Aliens, le retour
  - Catherine Hicks pour Star Trek 4 : Retour sur Terre
  - Grace Jones pour Vamp
  - Kay Lenz pour House
  - Vanity pour Paiement cash
- 1988 : Anne Ramsey (2) pour Balance maman hors du train
  - Lisa Bonet pour Angel Heart
  - Veronica Cartwright pour Les Sorcières d'Eastwick
  - Louise Fletcher pour Flowers in the Attic
  - Jenette Goldstein pour Aux frontières de l'aube
  - Dorothy Lamour pour Creepshow 2
- 1989 : Pas de cérémonie

### Années 1990
- 1990 : Sylvia Sidney pour Beetlejuice
  - Joanna Cassidy pour Qui veut la peau de Roger Rabbit
  - Katherine Helmond pour Les Fantômes d'Halloween
  - Clare Higgins pour Hellraiser 2 : Les Écorchés
  - Jean Marsh pour Willow
  - Zelda Rubinstein pour Poltergeist 3
  - Meredith Salenger pour The Kiss
- 1991 : Whoopi Goldberg pour Ghost
  - Kim Basinger pour Batman
  - Finn Carter pour Tremors
  - Reba McEntire pour Tremors
  - Julia Roberts pour L'Expérience interdite
  - Jenny Seagrove pour La Nurse
  - Mary Steenburgen pour Retour vers le futur 3
  - Rachel Ticotin pour Total Recall
  - Mai Zetterling pour Les Sorcières
- 1992 : Mercedes Ruehl pour Le Roi Pêcheur
  - Robin Bartlett pour Espion junior
  - Jennifer Connelly pour The Rocketeer
  - Mary Elizabeth Mastrantonio pour Robin des Bois, prince des voleurs
  - Frances Sternhagen pour Misery
  - Dianne Wiest pour Edward aux mains d'argent
- 1993 : Isabella Rossellini pour La mort vous va si bien
  - Kim Cattrall pour Star Trek 6 : Terre inconnue
  - Julianne Moore pour le rôle de Marlene Craven dans La Main sur le berceau (The Hand That Rocks the Cradle)
  - Rene Russo pour Freejack
  - Frances Sternhagen pour L'Esprit de Caïn
  - Marcia Strassman pour Chérie, j'ai agrandi le bébé
  - Robin Wright pour Toys
- 1994 : Amanda Plummer pour Le Bazaar de l'épouvante
  - Nancy Allen pour RoboCop 3
  - Joan Cusack pour Les Valeurs de la famille Addams
  - Julie Harris pour La Part des ténèbres
  - Kathy Najimy pour Hocus Pocus
  - Kyra Sedgwick pour Drôles de fantômes
  - Alfre Woodard pour Drôles de fantômes
- 1995 : Mia Sara pour Timecop
  - Halle Berry pour La Famille Pierrafeu
  - Tia Carrere pour True Lies
  - Whoopi Goldberg pour Star Trek : Générations
  - Rosie O'Donnell pour La Famille Pierrafeu
  - Robin Wright pour Forrest Gump
- 1996 : Bonnie Hunt pour Jumanji
  - Illeana Douglas pour Prête à tout
  - Salma Hayek pour Desperado
  - Jennifer Jason Leigh pour le rôle de Selena St. George dans Dolores Claiborne
  - Juliette Lewis pour Une nuit en enfer
  - Gwyneth Paltrow pour Seven
- 1997 : Alice Krige pour Star Trek : Premier Contact
  - Fairuza Balk pour Dangereuse Alliance
  - Drew Barrymore pour Scream
  - Glenn Close pour Les 101 Dalmatiens
  - Vivica A. Fox pour Independence Day
  - Jennifer Tilly pour Bound
- 1998 : Gloria Stuart pour Titanic
  - Joan Allen pour Volte-face
  - Courteney Cox pour Scream 2
  - Teri Hatcher pour Demain ne meurt jamais
  - Milla Jovovich pour Le Cinquième Élément
  - Winona Ryder pour Alien, la résurrection
- 1999 : Joan Allen pour Pleasantville
  - Claire Forlani pour Rencontre avec Joe Black
  - Anne Heche pour Psycho
  - Anjelica Huston pour À tout jamais
  - Charlize Theron pour Mon ami Joe
  - Sheryl Lee pour Vampires

### Années 2000
- 2000 : Patricia Clarkson pour La Ligne verte
  - Pernilla August pour Star Wars, épisode I : La Menace fantôme
  - Joan Cusack pour Arlington Road
  - Geena Davis pour Stuart Little
  - Miranda Richardson pour Sleepy Hollow : La Légende du cavalier sans tête
  - Sissy Spacek pour Première sortie
- 2001 : Rebecca Romijn-Stamos pour X-Men
  - Rene Russo pour Les Aventures de Rocky et Bullwinkle
  - Cameron Diaz pour Charlie et ses drôles de dames
  - Lucy Liu pour Charlie et ses drôles de dames
  - Hilary Swank pour Intuitions
  - Zhang Ziyi pour Tigre et Dragon
- 2002 : Fionnula Flanagan pour Les Autres
  - Maggie Smith pour Harry Potter à l'école des sorciers
  - Frances McDormand pour The Barber : L'Homme qui n'était pas là
  - Monica Bellucci pour Le Pacte des loups
  - Helena Bonham Carter pour La Planète des singes
  - Cameron Diaz pour Vanilla Sky
- 2003 : Samantha Morton pour Minority Report
  - Halle Berry pour Meurs un autre jour
  - Connie Nielsen pour Photo Obsession
  - Emily Watson pour Dragon rouge
  - Rachel Roberts pour S1m0ne
  - Sissy Spacek pour Tuck Everlasting
- 2004 : Ellen DeGeneres pour Le Monde de Nemo
  - Lucy Liu pour Kill Bill, volume 1
  - Peta Wilson pour La Ligue des gentlemen extraordinaires
  - Miranda Otto pour Le Seigneur des anneaux : Le Retour du roi
  - Keira Knightley pour Pirates des Caraïbes : La Malédiction du Black Pearl
  - Kristanna Loken pour Terminator 3 : Le Soulèvement des machines
- 2005 : Daryl Hannah pour Kill Bill, volume 2
  - Kim Basinger pour Cellular
  - Irma P. Hall pour Ladykillers
  - Meryl Streep pour Un crime dans la tête
  - Diane Kruger pour Benjamin Gates et le Trésor des Templiers
  - Angelina Jolie pour Capitaine Sky et le Monde de demain
- 2006 : Summer Glau pour Serenity : L'Ultime Rébellion
  - Katie Holmes pour Batman Begins
  - Jennifer Carpenter pour L'Exorcisme d'Emily Rose
  - Michelle Monaghan pour Kiss Kiss Bang Bang
  - Jessica Alba pour Sin City
  - Gena Rowlands pour La Porte des secrets
- 2007 : Famke Janssen pour X-Men : L'Affrontement final
  - Cate Blanchett pour Chronique d'un scandale
  - Eva Green pour Casino Royale
  - Rachel Hurd-Wood pour Le Parfum : Histoire d'un meurtrier (Das Parfum : Die Geschichte eines Mörders)
  - Parker Posey pour Superman Returns
  - Emma Thompson pour L'Incroyable Destin de Harold Crick
- 2008 : Marcia Gay Harden pour The Mist
  - Lena Headey pour 300
  - Lizzy Caplan pour Cloverfield
  - Rose McGowan pour Planète Terreur
  - Imelda Staunton pour Harry Potter et l'Ordre du phénix
  - Michelle Pfeiffer pour Stardust, le mystère de l'étoile
- 2009 : Tilda Swinton pour L'Étrange Histoire de Benjamin Button
  - Joan Allen pour Course à la mort
  - Charlize Theron pour Hancock
  - Judi Dench pour Quantum of Solace
  - Olga Kurylenko pour Quantum of Solace
  - Carice van Houten pour Walkyrie

### Années 2010
- 2010 : Sigourney Weaver pour  Avatar
  - Lorna Raver pour Jusqu'en enfer
  - Diane Kruger pour Inglourious Basterds
  - Rachel McAdams pour Sherlock Holmes
  - Susan Sarandon pour Lovely Bones
  - Malin Åkerman pour Watchmen : Les Gardiens
- 2011 : Mila Kunis pour Black Swan
  - Scarlett Johansson pour Iron Man 2
  - Keira Knightley pour Never Let Me Go
  - Helen Mirren pour Red
  - Vanessa Redgrave pour Lettres à Juliette
  - Jacki Weaver pour Animal Kingdom
- 2012 : Emily Blunt pour L'Agence
  - Elena Anaya pour La piel que habito
  - Charlotte Gainsbourg pour Melancholia
  - Paula Patton pour Mission impossible : Protocole Fantôme
  - Lin Shaye pour Insidious
  - Emma Watson pour Harry Potter et les Reliques de la Mort - Deuxième Partie
- 2013 : Anne Hathaway pour The Dark Knight Rises
  - Judi Dench pour Skyfall
  - Gina Gershon pour Killer Joe
  - Anne Hathaway pour Les Misérables
  - Nicole Kidman pour Paperboy
  - Charlize Theron pour Blanche-Neige et le Chasseur
- 2014 : Scarlett Johansson pour le rôle de Samantha dans Her
  - Nicole Kidman pour le rôle d'Evelyn Stoker dans Stoker
  - Melissa Leo pour le rôle de Holly Jones dans Prisoners
  - Evangeline Lilly pour le rôle de Tauriel dans Le Hobbit : La Désolation de Smaug
  - Jena Malone pour le rôle de Johanna Mason dans Hunger Games : L'Embrasement
  - Emily Watson pour le rôle de Rosa Hubermann dans La Voleuse de livres
- 2015 : Rene Russo – Nightcrawler
  - Jessica Chastain – Interstellar
  - Scarlett Johansson – Captain America: The Winter Soldier
  - Evangeline Lilly – The Hobbit: The Battle of the Five Armies
  - Emma Stone – Birdman
  - Meryl Streep – Into the Woods
- 2016 : Jessica Chastain – Crimson Peak
  - Alicia Vikander – Ex Machina
  - Carrie Fisher – Star Wars, épisode VII : Le Réveil de la Force
  - Evangeline Lilly – Ant-Man
  - Lupita Nyong'o – Star Wars, épisode VII : Le Réveil de la Force
  - Tamannaah Bhatia – La Légende de Baahubali - 1re partie
- 2017 : Tilda Swinton pour Doctor Strange
  - Scarlett Johansson pour Captain America: Civil War
  - Margot Robbie pour Suicide Squad
  - Kate McKinnon pour SOS Fantômes
  - Betty Buckley pour sPLIT
  - Bryce Dallas Howard pour Gold
- 2018 : Danai Gurira pour Black Panther
  - Ana de Armas pour Blade Runner 2049
  - Carrie Fisher pour Star Wars, épisode VIII : Les Derniers Jedi (nomination posthume)
  - Lois Smith pour Marjorie Prime
  - Octavia Spencer pour La Forme de l'eau
  - Tessa Thompson pour Thor : Ragnarok
  - Kelly Marie Tran pour Star Wars, épisode VIII : Les Derniers Jedi
- 2019 : Zendaya pour Spider-Man: Far From Home
  - Cynthia Erivo pour Sale temps à l'hôtel El Royale
  - Karen Gillan pour Avengers: Endgame
  - Amber Heard pour Aquaman
  - Scarlett Johansson pour Avengers: Endgame
  - Naomi Scott pour Aladdin
  - Hailee Steinfeld pour Bumblebee

### Années 2020
- 2021 : Ana de Armas pour À couteaux tirés
  - Zazie Beetz pour Joker
  - Ellen Burstyn pour Lucy in the Sky
  - Jamie Lee Curtis pour À couteaux tirés
  - Linda Hamilton pour Terminator: Dark Fate
  - Amanda Seyfried pour Mank
  - Jurnee Smollett pour Birds of Prey

- 2022 : Carrie Coon – SOS Fantômes : L'Héritage
  - Awkwafina – Shang-Chi et la Légende des Dix Anneaux
  - Jodie Comer –  Free Guy
  - Viola Davis – The Suicide Squad
  - Stephanie Hsu – Everything Everywhere All at Once
  - Diana Rigg – Last Night in Soho
  - Marisa Tomei – Spider-Man: No Way Home

- 2024 : Emily Blunt pour Oppenheimer
  - Angela Bassett -	Black Panther: Wakanda Forever
  - Jane Curtin - Jules
  - Melissa McCarthy - La Petite Sirène
  - Phoebe Waller-Bridge - Indiana Jones et le Cadran de la destinée
  - Sophie Wilde - La Main

- 2025 : Rebecca Ferguson – Dune, deuxième partie
  - Emma Corrin – Deadpool & Wolverine
  - Barbara Hershey – Strange Darling
  - Juliette Lewis – The Thicket
  - Margaret Qualley – The Substance
  - Cailee Spaeny – Alien: Romulus
  - Zendaya – Dune, deuxième partie